# Иль-Тюди
Иль-Тюди (фр. Île-Tudy) — муниципалитет во Франции, в регионе Бретань, департамент Финистер. Население — 733 человека (2019).
Муниципалитет расположен в 500 км к западу от Парижа, 190 км к западу от Ренна, 18 км южнее Кемпера.

## Экономика
В 2007 году среди 397 человек в трудоспособном возрасте (15-64 лет) 257 были активные, 140 — неактивные (показатель активности 64,7 %, в 1999 году было 63,7 %). Из 257 активных работало 229 человек (122 мужчины и 107 женщин), безработных было 28 (14 мужчин и 14 женщин). Среди 140 неактивных 26 человек было учениками или студентами, 74 — пенсионерами, 40 были неактивными по другим причинам.
В 2008 году в муниципалитете числилось 393 налогооблагаемых домохозяйств в которых проживало 753 человека, медиана доходов выносила 19 913 евро на одного особого потребителя.